# آلفرد میشو
آلفرد میشو (به فرانسوی: Alfred MICHAUX) (زادهٔ ۵ ژوئیه ۱۸۵۹ در نزدیکی شهر بولون-سور-مر و درگذشتهٔ ۱۹۳۷ در بولون)، وکیل، نویسنده و خطیب اسپرانتودان برجستهٔ فرانسوی بود.
وی که رئیس کانون بین‌المللی حقوق‌دانان اسپرانتیست (به اسپرانتو: Societon Internacian de Juristoj Esperantistaj) و رئیس کانون وکلای بولون بود، شخصی بسیار فعال و شناخته‌شده در زمینهٔ حقوق و زبان‌های فراساخته، به‌خصوص زبان اسپرانتو، محسوب می‌شد.

## میشو و زبان‌های فراساخته
میشو در ابتدا به مطالعه و فراگیری زبان فراساخته‌ی نئو-لاتین پرداخت و قادر به تکلم به آن شد، ولی پس از آشنائی با زبان فراساخته‌ی اسپرانتو، تبدیل به یکی از موتورهای اصلی در جنبش اسپرانتو شد و نخستین همایش جهانی اسپرانتو به پیشنهاد و با کمک او در سال ۱۹۰۵ در شهر بولونی-سور-مر برگزار شد: در روز ۷ آکوست سال ۱۹۰۴ که حدود ۱۲۰ تن از اسپرانتودانان در شهر کاله فرانسه گردهم‌آمده بودند، چند تن از حضار پیشنهاد کردند که چنین همایشی در سال‌های آینده نیز برگزار شود؛ و میشو این جملهٔ معروفش را بیان کرد، که: «خب، من شما را برای یک همایش اسپرانتیستی واقعی و مهم در بولون در سال آینده دعوت می‌کنم»، و به این ترتیب پایهٔ همایش‌های جهانی اسپرانتو در دنیا استوار گردید، به‌ترتیبی که صدمین همایش جهانی اسپرانتو در سال ۲۰۱۵ با حضور ۲۶۹۸ اسپرانتو دان از سراسر گیتی در شهر لیل فرانسه که فاصلهٔ کوتاهی با بولون-سور-مر دارد، برگزار شد.

## میشو و دکتر زامنهوف
در طول نخستین همایش جهانی اسپرانتو، میشو میزبان دکتر لودویک زامنهوف، مخترع زبان اسپرانتو بود. عمل‌گرائی میشو کمک مؤثری به زامنهوف و این همایش و نتایج آن کرد.
میشو - مانند پروفسور ادمون پریوا - از مؤثرترین و موفق‌ترین مروجان زبان بین‌المللی اسپرانتو در عصر خود بود، و به سخن‌رانی‌های بی‌شماری در کشورهای فرانسه، بلژیک، هلند و انگلستان در مورد اسپرانتو و محاسن به‌کارگیری آن به‌عنوان زبان مشترک جهانی پرداخت.

## برخی از آثار میشو
جدا از مقالات فراوانی که میشو در روزنامه‌های فرانسه در مورد اسپرانتو انتشار داد، با هم‌کاری پل بوله کتاب‌های زیر را نیز به زبان فرانسوی در ارتباط با زبان اسپرانتو نگاشت:
- Nouvelle methode pour apprendre seul l' Esperanto'، ۱۹۰۵
- Libera Evolucio aŭ Akademio، ۱۹۰۸
- Catechisme de l' Esperanto، ۱۹۸۰